# Weihenstephan Arena
La Weihenstephan Arena, nota anche come Disco Arena, è il palaghiaccio della città di Vipiteno, in Alto Adige. È in grado di ospitare 1 700 spettatori. Dal febbraio 2021 la struttura è inagibile a causa del crollo del tetto, e dal successivo mese di dicembre è attiva una struttura provvisoria, il Weihenstephan Balloon, che sorge accanto al palaghiaccio.

## Stadio
Il palazzetto del ghiaccio fu costruito nel 1983 ed è situato nell'area sportiva della città di Vipiteno. La superficie ghiacciata misura 60 x 30 m e lo stadio dispone di 1.700 posti di cui 1.500 a sedere.
Al suo interno vengono ospitati gli incontri casalinghi dei Broncos.

### Il crollo del tetto del 2021
Il 10 febbraio 2021 la struttura diventa inagibile a causa del crollo del tetto per la troppa neve.
I periti nominati dal Tribunale di Bolzano, che aveva aperto un'inchiesta sull'accaduto, nell'incidente probatorio hanno rilevato dei difetti di progettazione nel tetto della struttura, in particolare ancoraggi inadeguati per le capriate.

### Weihenstephan Balloon
300 giorni dopo il crollo sono terminati i lavori per la realizzazione di una struttura provvisoria, dal costo di 1,8 milioni di euro, inaugurata poi il 9 dicembre con l'incontro Vipiteno-Asiago.

## Accessibilità
Il palaghiaccio non è facilmente accessibile per disabili.